# 虫かぶり姫
『虫かぶり姫』（むしかぶりひめ）は、由唯による日本のライトノベル。イラストは椎名咲月が担当している。2015年9月から2022年1月まで『小説家になろう』にて連載され、2016年7月から書籍版がアイリスNEO（一迅社）より刊行されている。
メディアミックスとして、『コミックZERO-SUM』（一迅社）にて喜久田ゆいによるコミカライズ版が2018年10月号より連載されている。2022年10月から12月までテレビアニメが放送された。

## あらすじ
宝石やドレスよりも本が好きで「虫かぶり姫」と呼ばれる侯爵令嬢・エリアーナ・ベルンシュタインはサウズリンド王国の第一位継承者・クリストファー・セルカーク・アッシェラルドから「好きなだけ本を読める時間を与える代わりに婚約してほしい」と言われ、王宮図書室の本を読めると聞いたエリアーナは求婚を受け入れる。そして4年が経ったが、クリストファーや王家の人たちとの関係も良好であり、王宮図書室の本を自由に読める環境だったため、名ばかりの婚約ではあったもののエリアーナは楽しい日々を過ごしていた。しかしエリアーナは、後宮に行儀見習いとしてやって来たアイリーン・パルカスがクリストファーと親しげに話しているのを目撃し、思わず嫉妬心が芽生えたことで自身が知らないうちに彼に対して恋心を抱いていることを自覚する。

## 登場人物
声の項はテレビアニメ版の声優。

### 主要人物
エリアーナ・ベルンシュタイン
声 - 上田麗奈
本作の主人公。幼いころから宝石などよりも本が好きなことから「虫かぶり姫」と呼ばれている侯爵令嬢。活字で書かれていれば貴賤を気にせずに地域回覧板なども読んでいるが、それにより様々な知識を身に着け、それが結果的にサウズリンド王国に利益をもたらすことも多い。「エリィ」や「妖精姫」などの愛称でも呼ばれている。
由唯は書くのに苦労するキャラクターに挙げる一方で、喜久田は描きやすいキャラクターに挙げている。
『Anime News Network』のライター・Rebecca Silvermanは、エリアーナも他の少女向けライトノベル作品のヒロインと同様に「ハンサムで魅力的な国の王子がなぜ自分と結婚したがるのかが理解できない」と感じているが、エリアーナ自身は理解できないだけであって全く気にしておらず、例えば『誰かこの状況を説明してください』のヒロインであるヴィオラ・マンジェリカ・ユーフォルビアとは異なっていると述べている。
クリストファー・セルカーク・アッシェラルド
声 - 木村良平、島袋美由利（少年）
サウズリンド王国の王太子でエリアーナの婚約者。幼い頃からエリアーナに対して恋心を抱いており、エリアーナを王太子妃にするべくこれまでの間さまざまな画策を練っていた。親しい間柄には「クリス」という愛称で呼ばれており、エリアーナにも呼んでもらいたいと思っている。
由唯は書くのに苦労するキャラクターに挙げている。

### 準レギュラー
アレクセイ・シュトラッサー
声 - 内山昂輝
誰に対しても冷淡な態度で接することから「氷の貴公子」と呼ばれている侯爵令息。クリストファーの秘書的な立場であり、公務をサボりがちなクリストファーに苛立ちを感じている。
喜久田は描くのに苦労するキャラクターに挙げている。
グレン・アイゼナッハ
声 - 内田雄馬
クリストファーの護衛を務める青年騎士で、自身の髪色から「赤髪の騎士」と呼ばれている。笑顔で明るい性格のため男女問わず人気があるが、感情を隠すことが苦手で苛立つことがあると顔や仕草に出やすい。
由唯は書きやすいキャラクターに挙げている。
テオドール・ウォーレン・アッシェラルド
声 - 羽多野渉
クリストファーの叔父で、現国王の実弟。王宮書庫室の管理責任者であり、エリアーナと本の話題で意気投合する。
アラン・フェレーラ
声 - 佐藤元
宮廷楽師を務める青年であり、クリストファーの隠し駒として諜報活動も行う。
由唯は書きやすいキャラクターに挙げている。また、由唯は外伝を書くとすればアランの物語を書きたいと語る。元々は本編に組み込む予定だったが、物語の展開上省くことになった逸話があったとのこと。
アルフレッド・ベルンシュタイン
声 - 島﨑信長
エリアーナの兄で彼女のことを溺愛している。エリアーナが王太子妃候補になったことで宰相補佐を任じられ、仕事に追われることとなる。親しい間柄には「フレッド」という愛称で呼ばれている。
ジャン
声 - 八代拓
エリアーナに長く仕える従僕。エリアーナと共にベルンシュタイン家から王宮へ上がって以降もフラットな態度で接し、護身術などを伝授する。

### その他
アイリーン・パルカス
声 - 七瀬彩夏
後宮に行儀見習いとしてやって来た子爵令嬢。社交的で明るく振る舞っていることから男性陣に人気がある一方で、人目もはばからずアレクセイやグレンたちと親しげに話していることから女性陣には疎まれている。
アーヴィン・オランザ
声 - 阿座上洋平
マルドゥラ国の第5王子。サウズリンド王国の元公爵令嬢を母にもつ。
リリア・ストーレフ
声 - 花守ゆみり
エリアーナの母方の実家ストーレフ伯爵家の令嬢でエリアーナの従姉妹。エリアーナを「エリー姉様」と呼び慕っている。
アンナ・ヘイドン
声 - 小松未可子
隣国マルドゥラと国境を接するイーディアを治めるヘイドン辺境伯家の令嬢。
ロウ・ヘイドン
声 - 稲田徹
ヘイドン辺境伯。エリアーナが軍備以外の方法での戦争回避をクリストファーら首脳陣に進言したことに反感を抱いている。
ソフィア
声 - ファイルーズあい
ミルズ伯爵家令嬢。クリストファーの婚約者となったことでエリアーナを敵視している。

## 制作背景
由唯は執筆時には音楽を必要とする性質である。原作第3巻の執筆時には「天国と地獄」のような運動会で流れるドタバタ劇を構想し、その後の打ち合わせの中で担当編集者から「ギャロップ」という音楽用語を提案された結果、完成したエピソードが「日陰者たちのギャロップ」であった。
由唯によれば本作は様々な作品から影響を受けており、その中でも『アルペンローゼ』と『嵐が丘』のラストがとりわけ印象に残っている作品であるという。『嵐が丘』において由唯は「自身がキャサリン・リントンと距離を詰めていればどうなったのだろう、どんな風に距離を詰めていったのだろうという想像が『虫かぶり姫』のエリアーナとクリストファーに繋がっている」と語る。また、時代設定を中世にしたのは由唯がルネサンスの芸術文化に憧憬があったからである。

## 評価

### 商業的評価
2022年11月時点でシリーズ累計発行部数は350万部を突破している。
「BookLive!」2020年度上半期ランキングでは3位を、2020年度年間ランキングでは5位をそれぞれ獲得している。

### 他者評価
「numam」は本作について「相手の事を想いつつも素直になれない不器用なキャラクターたち、そして徐々に心を通わせていくさまが丁寧に描かれている」と称賛している。
映画・ファッション系ライターのNana Numotoはコミカライズ版について以下のように述べる。
また、Numotoはコミカライズ版の作画を担当する喜久田について、かつて漫画家・種村有菜のアシスタントをしていたこともあり、種村が得意とした「華美なドレス、レースやフリルの繊細な筆致」とよく似た喜久田の作風はここで鍛えられたのだろうと述べている。
ライターのRebecca Silvermanによれば、本作の魅力は静かな本の虫だったエリアーナが他人に求められる存在になることではなく、逆にエリアーナがクリストファーへの恋心を自覚しても政治や権力に興味を持たずに本を読むことや同じ本好きの人たちと語り合えることを望んでおり、エリアーナ自身の芯がぶれないことであるという。したがって、エリアーナ自身が世界の理想に合わせるように変わっていくことよりも彼女が世界の中でどのように機能していくのかが描かれており、とても新鮮だったと述べている。また、椎名咲月の描くイラストが昔の少女漫画のようであり、1970年代から1980年代の漫画作品に影響を受けているように見えて面白いとも述べている。

## 既刊一覧

### 小説
- 由唯（著）・椎名咲月（イラスト）、一迅社〈アイリスNEO〉、既刊7巻（2022年10月4日現在）
  - 『虫かぶり姫』2016年7月5日初版発行（7月1日発売[15]）、ISBN 978-4-7580-4848-4
  - 『虫かぶり姫2 花守り虫と祈りを捧げる使者』2017年2月5日初版発行（2月2日発売[16]）、ISBN 978-4-7580-4912-2
  - 『虫かぶり姫3 蝶々たちの踊る聖夜の祝宴』2017年8月5日初版発行（8月2日発売[17]）、ISBN 978-4-7580-4975-7
  - 『虫かぶり姫4 春を待つ虫、琥珀の願い』2018年8月5日初版発行（8月2日発売[18]）、ISBN 978-4-7580-9086-5
  - 『虫かぶり姫5 冬下虫の見る夢、決別の目覚め』2019年7月5日初版発行（7月2日発売[19]）、ISBN 978-4-7580-9185-5
  - 『虫かぶり姫6 冬下虫の蠢動、光の道標』2022年2月5日初版発行（2月2日発売[20]）、ISBN 978-4-7580-9435-1
  - 『虫かぶり姫7 青天の羅針盤と春告げ鳥』2022年10月5日初版発行（10月4日発売[21]）、ISBN 978-4-7580-9496-2

### 漫画
- 由唯（原作）・椎名咲月（キャラクター原案）・喜久田ゆい（作画） 『虫かぶり姫』 一迅社〈ZERO-SUM COMICS〉、既刊10巻（2025年4月30日現在）
  1. 2019年5月5日初版発行（4月25日発売[22]）、ISBN 978-4-7580-3432-6
  2. 2019年11月5日初版発行（10月25日発売[23]）、ISBN 978-4-7580-3466-1
  3. 2020年5月5日初版発行（4月25日発売[24]）、ISBN 978-4-7580-3504-0
  4. 2020年12月5日初版発行（11月30日発売[25]）、ISBN 978-4-7580-3564-4
  5. 2021年6月5日初版発行（5月31日発売[26]）、ISBN 978-4-7580-3611-5
  6. 2022年3月5日初版発行（2月28日発売[27]）、ISBN 978-4-7580-9435-1
    - 「特装版」同日発売[28]、ISBN 978-4-7580-3719-8

  7. 2022年11月5日初版発行（10月31日発売[29]）、ISBN 978-4-7580-3806-5
  8. 2023年6月5日初版発行（5月31日発売[30]）、ISBN 978-4-7580-3892-8
  9. 2024年6月5日初版発行（5月28日発売[31]）、ISBN 978-4-7580-8520-5
  10. 2025年4月30日発売[32]、ISBN 978-4-7580-8684-4

### 関連書籍
- 『虫かぶり姫 公式コミックアンソロジー〜君は僕の宝物〜』2020年11月30日発売[33]、ISBN 978-4-7580-3567-5

## テレビアニメ
2022年1月にテレビアニメ化が発表され、同年10月から12月までAT-Xほかにて放送された。

### スタッフ
- 原作 - 由唯[10]
- キャラクター原案 - 椎名咲月[10]、喜久田ゆい[10]
- 監督 - 岩﨑太郎[10]
- シリーズ構成 - 広田光毅[10]
- キャラクターデザイン - 高橋瑞香[10]
- サブキャラクターデザイン - 阿部純子、吉川真一
- プロップデザイン - 吉川真一
- 美術監督・美術設定 - 吉田ひとみ[10]
- 色彩設計 - 大野春恵[10]
- 撮影監督 - 酒井淳子[10]
- 編集 - 木村佳史子[10]
- 音響監督 - 本山哲[10]
- 音響効果 - 古谷友二[10]
- 音楽 - 福島祐子[10]、大隅知宇[10]
- 音楽制作 - KADOKAWA
- 音楽プロデューサー - 水鳥智栄子
- プロデューサー - 根本侑果、神宮司剛史、吉田勇樹、丸山創、松村尚、西前朱加、板倉克磨
- アニメーションプロデューサー - 櫻井健一
- アニメーション制作 - マッドハウス[10]
- 製作 - 虫かぶり姫製作委員会[10]

### 主題歌
「Prologue」
井口裕香によるオープニングテーマ。作詞はPA-NON、作曲は吉木絵里子、編曲は華原大輔と吉木絵里子。
「革表紙」
伊東歌詞太郎によるエンディングテーマ。作詞・作曲は伊東歌詞太郎、編曲は横山裕章。

### 各話リスト
| 話数   | サブタイトル               | 脚本     | 絵コンテ           | 演出                               | 作画監督                                                                                           | 総作画監督        | 総作画監督 | 初放送日       |
| ------ | -------------------------- | -------- | ------------------ | ---------------------------------- | -------------------------------------------------------------------------------------------------- | ----------------- | ---------- | -------------- |
| 第1話  | 見せかけの婚約者           | 広田光毅 | 岩﨑太郎           | 岩﨑太郎                           | 川田剛                                                                                             | 吉川真一          | 高橋瑞香   | 2022年 10月6日 |
| 第2話  | 一人芝居                   | 広田光毅 | 川野麻美           | 中村近世 Park Jaeik                | Sin Sungmin Kim Bongduk Kim Hyungyung Jo EunKyung                                                  | 阿部純子          | 高橋瑞香   | 10月13日       |
| 第3話  | そして二人は               | 広田光毅 | 澤井幸次           | 又野弘道                           | 小山知洋                                                                                           | 吉川真一          | 高橋瑞香   | 10月20日       |
| 第4話  | 星の旅人                   | 中村能子 | 中村近世 岩﨑太郎  | 中村近世                           | 齊藤格 斉藤和也 山﨑絵美 もろゆき沙羅 松本緑                                                       | 阿部純子          | 高橋瑞香   | 10月27日       |
| 第5話  | 王子と彼女の宝物           | 中村能子 | 澤井幸次           | 真野玲 Park Jae-ik                 | Song jin-hee Kim bo-gyeong Park ae-ri Ryou sueong-cheol Kim Bong-duk Kim hyung-young Jo Eun-gyoung | 吉川真一          | 高橋瑞香   | 11月3日        |
| 第6話  | 狩猟祭と孤独な公務         | 広田光毅 | 山岡実             | 山内富生雄                         | Hwang Il-jin Kim Ki-nam Jang Gil-yong Choi Jong-gi Hwang Young-sik                                 | 阿部純子          | 高橋瑞香   | 11月10日       |
| 第7話  | エイデルの亡霊             | 金杉弘子 | 竹内光 吉川浩司    | 岩﨑太郎 中村近世 真野玲           | 齊藤格 斉藤和也 金正男 Han Eun Mi Kim Ranyeong                                                     | 吉川真一          | 高橋瑞香   | 11月17日       |
| 第8話  | 花守り虫と祈りを捧げる使者 | 中村能子 | 真野玲 Park Jae-ik | 真野玲 Park Jae-ik                 | Kim Bong-duk Kim hyun-gyoung Kim jin-young Ko you-il Kim ki-nam Kim bo-gyoung Hwang il-jin         | 吉川真一          | 高橋瑞香   | 11月24日       |
| 第9話  | 真珠姫からの手紙           | 金杉弘子 | 澤井幸次           | 中村近世 Kim Min-seon Gang Tae-sik | Lee Seung-hui Hwang Young-sik Song Jin-hui                                                         | 阿部純子          | 高橋瑞香   | 12月1日        |
| 第10話 | 蝶々たちの思惑             | 中村能子 | 山岡実             | 又野弘道                           | 小山知洋 山﨑展義                                                                                  | 吉川真一          | 高橋瑞香   | 12月8日        |
| 第11話 | お邪魔虫                   | 広田光毅 | 澤井幸次           | 真野玲 Park Jae-ik                 | Shin sung-min Kim Bong-duk Kim hyun-gyoung Yeon ji-hae Ko you-il                                   | 阿部純子          | 高橋瑞香   | 12月15日       |
| 第12話 | 蝶々たちの踊る聖夜の祝宴   | 広田光毅 | 澤井幸次 岩﨑太郎  | 岩﨑太郎                           | 齊藤格 斉藤和也 早乙女啓 DR MOVIE RadPlus ムツプランニング                                         | 吉川真一 阿部純子 | 高橋瑞香   | 12月22日       |

### 放送局
| 放送期間                 | 放送時間                      | 放送局     | 対象地域   | 備考                                            |
| ------------------------ | ----------------------------- | ---------- | ---------- | ----------------------------------------------- |
| 2022年10月6日 - 12月22日 | 木曜 21:00 - 21:30            | AT-X       | 日本全域   | 製作参加 / CS放送 / 字幕放送 / リピート放送あり |
|                          | 木曜 23:30 - 金曜 0:00        | TOKYO MX   | 東京都     | 製作参加                                        |
| 2022年10月7日 - 12月23日 | 金曜 0:30 - 1:00 （木曜深夜） | BS日テレ   | 日本全域   | 製作参加 / BS/BS4K放送 / 『アニメにむちゅ〜』枠 |
|                          | 金曜 2:55 - 3:25 （木曜深夜） | 関西テレビ | 近畿広域圏 | 製作参加                                        |

インターネット配信は、dアニメストアで10月6日の木曜23:30から先行配信され、他のサイトは1週遅れの10月13日木曜23:30から配信される。

### ミニアニメ
『虫かぶり姫』スピンオフ
YouTube『KADOKAWAanime』で配信の短編アニメ。
| #  | サブタイトル                    | 登場キャラ                                            | 配信日        |
| -- | ------------------------------- | ----------------------------------------------------- | ------------- |
| 1  | 虫の日                          | クリストファー                                        | 2022年 6月4日 |
| 2  | 夏の関門                        | アレクセイ、グレン                                    | 8月31日       |
| 3  | 敬老の日                        | クリストファー、テオドール                            | 9月19日       |
| 4  | 虫かぶり姫について              | エリアーナ、クリストファー、アレクセイ グレン、アラン | 9月26日       |
| 5  | 悪役令嬢                        | エリアーナ、グレン、アレクセイ アラン                 | 10月14日      |
| 6  | 下剋上                          | アレクセイ、アラン                                    | 10月21日      |
| 7  | 呼び名問題                      | クリストファー、エリアーナ                            | 10月28日      |
| 8  | ハロウィン                      | クリストファー、エリアーナ                            | 10月31日      |
| 9  | 本の日                          | クリストファー、エリアーナ                            | 11月1日       |
| 10 | 七夕                            | クリストファー、グレン、エリアーナ                    | 11月9日       |
| 11 | 村長宅の秘め事                  | クリストファー、グレン                                | 11月18日      |
| 12 | 主役は誰？                      | エリアーナ、クリストファー、アレクセイ グレン、アラン | 11月25日      |
| 13 | 狩猟祭の獲物                    | アーヴィン、ジャン                                    | 11月30日      |
| 14 | アニメもいよいよ最終話          | クリストファー、エリアーナ                            | 12月16日      |
| 15 | 勘違い騒動                      | クリストファー、テオドール、グレン                    | 12月23日      |
| 16 | クリスマス                      | クリストファー、テオドール、アレクセイ グレン、アラン | 12月25日      |
| 17 | 年末                            | クリストファー、エリアーナ                            | 12月31日      |
| 18 | あけましておめでとうございます! | クリストファー、グレン、アラン                        | 2023年 1月1日 |

『エリアーナの本に関する豆知識』
YouTube『ichijinshaTV』で配信の短編CM。
| #            | 豆知識                     | 配信日         |
| ------------ | -------------------------- | -------------- |
| 1限目        | -                          | 2022年 10月6日 |
| 2限目        | 本の定義とは               | 10月13日       |
| 3限目        | 書物 書籍 図書の言葉の違い | 10月20日       |
| 4限目        | 書物と書籍に違いがあるのか | 10月27日       |
| 5限目        | 雑誌とは                   | 11月3日        |
| 6限目        | -                          | 11月10日       |
| 7限目        | 本の各部の名称について     | 11月17日       |
| 社会科見学編 | 前編                       | 11月24日       |
| 社会科見学編 | 後編                       | 12月1日        |
| 10限目       | -                          | 12月8日        |
| 11限目       | 電子書籍                   | 12月15日       |
| 12限目       | -                          | 12月22日       |

### Webラジオ
『虫かぶり姫 サウズリンド王国王室だより』
2022年11月30日より音泉で配信のラジオ番組。パーソナリティーは上田麗奈、木村良平。

## 朗読劇
2023年2月5日にところざわサクラタウンジャパンパビリオンホールAで公演の朗読劇。
キャスト
- 上田麗奈（エリアーナ・ベルンシュタイン）
- 木村良平（クリストファー・セルカーク・アッシェラルド）
- 内山昂輝（アレクセイ・シュトラッサー）
- 内田雄馬（グレン・アイゼナッハ）
- 七瀬彩夏（アイリーン・パルカス）

スタッフ
- 原作 - 由唯（一迅社アイリスNEO／一迅社刊）
- 脚本 - 守山カオリ（Bobjack Theater）
- 演出 - 扇田賢（Bobjack Theater）
- 制作 - De-LIGHT
- 主催 - KADOKAWA